# Star Fleet Project
Star Fleet Project  è il primo EP del musicista britannico Brian May, pubblicato il 31 ottobre 1983 dalla EMI.

## Descrizione
Il disco rappresenta la prima pubblicazione da solista dell'artista al di fuori dei Queen ed è il risultato di una jam session avvenuta il 21 e il 22 aprile tra May, il chitarrista Eddie Van Halen, il batterista Alan Gratzer dei REO Speedwagon, il bassista Phil Chen (session man che ha suonato con Jeff Beck e Rod Stewart), e il tastierista Fred Mandel (session man che ha suonato le tastiere addizionali nel Hot Space Tour e The Works). Roger Taylor, il batterista dei Queen, canta nei cori della title track. Per tale ragione l'EP è accreditato a nome Brian May + Friends.
Il titolo del disco e del brano omonimo deriva dal telefilm per bambini Star Fleet, di cui May e il figlio Jimmy erano particolarmente appassionati. Il brano omonimo è peraltro una cover della sigla iniziale della edizione britannica dello show.
L'EP è stato ripubblicato insieme a una raccolta di altre registrazioni di sessioni e riprese alternative intitolate Star Fleet Sessions il 14 luglio 2023.

## Tracce
1. Star Fleet – 8:04 (Paul Bliss/Arrangiamento di Brian May)
2. Let Me Out – 7:13 (Brian May)
3. Blues Breaker (Dedicated To E.C.) – 12:44 (Brian May/Eddie Van Halen/Phil Chen/Fred Mandel/Alan Gratzer)

## Formazione
Musicisti
- Brian May – voce solista, chitarra
- Eddie Van Halen – chitarra, cori
- Alan Gratzer – batteria
- Phil Chen – basso elettrico
- Fred Mandel – tastiere
- Roger Taylor – cori e batteria (traccia 1)

Produzione
- Brian May – produzione
- Mack – missaggio
- Mike Beiriger – ingegnere del suono
- Nick Froome – ingegnere del suono aggiuntivo
- L'album è stato registrato presso gli studi di registrazione Record Plant di Los Angeles (CA), missato agli studi Sarm East e Sarm West di Londra, infine masterizzato agli studi  A&M[4].